# درع نيكل
درع النيكل (بالإنجليزية: Shield nickel)‏ هي أول قطعة أمريكية بقيمة خمسة سنتات تسك من النحاس والنيكل، صمم العملة جيمس بي لونجاكر وأصدرت العملة من عام 1866 حتى عام 1883 واستبدلت بنيكل رأس الحرية. تأخذ العملة اسمها من الدرع الموجود على وجهها وكانت أول عملة معدنية من فئة خمسة سنتات تسمى بالنيكل، تعرف باسم نصف دايم.
بدأ سك العملة في الأيام الأولى دار سك العملة الأمريكية في أواخر القرن الثامن عشر. اختفت تلك العملات من التداول هي ومعظم العملات المعدنية الأخرى في ظل الاضطرابات الاقتصادية بسبب الحرب الأهلية. بسبب صعوبة سك الظهر على النيكل عدل تصميم الظهر في عام 1867. لم تحل إعادة تصميم الظهر في عام 1867 مشاكل العمر القصير وصعوبة السك. علق سك العملة في عام 1876 لمدة تزيد عن عامين بسبب وفرة العملات المعدنية منخفضة القيمة وسكت بكميات صغيرة فقط حتى عام 1882، باستثناء عملات خاصة لهواة الجمع. نظرًا لأن وزارة الخزانة كان لديها مخزون كبير من النيكل، فقد سكت أعداد صغيرة فقط خلال السنوات القليلة التالية؛ بدأ الإصدار الطبيعي مرة أخرى في 12 ديسمبر 1881. وفي العام التالي استبدلت العملة بعملة رأس باربر من تصميم تشارلز إي.

## السك
أرقام سك العملة قبل عام 1878 تقديرات حديثة وقد تختلف - على سبيل المثال يقدر باورز أن المصدر في عام 1866 ما بين 800 إلى 1200، بينما يقدرها بيترز ب 375+. سكت جميع القطع في دار سك العملة في فيلادلفيا لكن بدون علامة السك.
| السنة                   | الخاصة | الأعداد           |
| ----------------------- | ------ | ----------------- |
| 1866                    | 600+   | 14,742,500        |
| 1867 بالأشعة            | 25+    | 2,019,000         |
| 1867 بدون الأشعة        | 600+   | 28,890,500        |
| 1868                    | 600+   | 28,817,000        |
| 1869                    | 600+   | 16,395,000        |
| 1870                    | 1,000+ | 4,806,000         |
| 1871                    | 960+   | 561,000           |
| 1872                    | 950+   | 6,036,000         |
| 1873 التصميم الأول ل3   | 1,100+ | 436,050 (تقدير)   |
| 1873 التصميم الثاني ل3  | 0      | 4,113,950 (تقدير) |
| 1874                    | 700+   | 3,538,000         |
| 1875                    | 700+   | 2,097,000         |
| 1876                    | 1,150+ | 2,530,000         |
| 1877 العملات الخاصة فقط | 510+   | 0                 |
| 1878 العملات الخاصة فقط | 2,350  | 0                 |
| 1879                    | 3,200  | 25,900            |
| 1880                    | 3,955  | 16,000            |
| 1881                    | 3,575  | 68,800            |
| 1882                    | 3,100  | 11,472,900        |
| 1883                    | 5,419  | 1,451,500         |

### ثبت المراجع
- Bowers، Q. David (2006). A Guide Book of Shield and Liberty Head Nickels. Atlanta, Ga.: Whitman Publishing. ISBN:978-0-7948-1921-7.
- Lange، David W. (2006). History of the United States Mint and its Coinage. Atlanta, Ga.: Whitman Publishing. ISBN:978-0-7948-1972-9.
- Yeoman، R.S. (2017). A Guide Book of United States Coins (The Official Red Book) (ط. 71st). Atlanta, Ga.: Whitman Publishing. ISBN:978-0-7948-4506-3.
- Peters، Gloria؛ Mohon، Cynthia (1995). The Complete Guide to Shield & Liberty Head Nickels. Virginia Beach, Va.: DLRC Press. ISBN:978-1-880731-52-9.